# Johan 3. af Sverige
Johan 3. (født 20. december 1537, død 17. november 1592) var konge af Sverige 1568 – 1592 og storfyrste af Finland. Han var søn af Gustav Vasa og Margareta Eriksdatter og far til Sigismund. Han var bror til Karl 9. af Sverige og halvbror til Erik 14. af Sverige. Han blev gift 4. oktober 1562 med Katarina Jagellonica (1526–1583) og igen 21. februar 1585 med Gunilla Johansdatter (1568-1597).
Han kom til magten 1568 efter at have styrtet Erik 14., der havde holdt ham fængslet i fire år på grund af forbindelser med Sigismund 2. August af Polen. Han blev fængslet på Åbo Slot, idømt dødsstraf og sad fængslet på Gripsholm Slot fra 1563 til 1567. På grund af Eriks sindssyge lykkedes det i efteråret 1567 at få Johan løsladt, og sammen med en del af adelen og broderen Karl fik de Erik afsat. Nu blev Erik fængslet. Der døde han døde 1577 formentlig forgivet af Johan med stiltiende accept fra kirken. 
Johan var en stridbar konge, der var i løbende konflikt med både adel og kirke. Han afsluttede Den Nordiske Syvårskrig, men var i det meste af sin regeringstid i krig med Rusland om Estland. 
Johan var en stor bygherre og stod for nybyggeri og forbedringer på mange af landets slotte og anlagde nye fæstninger.